# Konrad Kraske

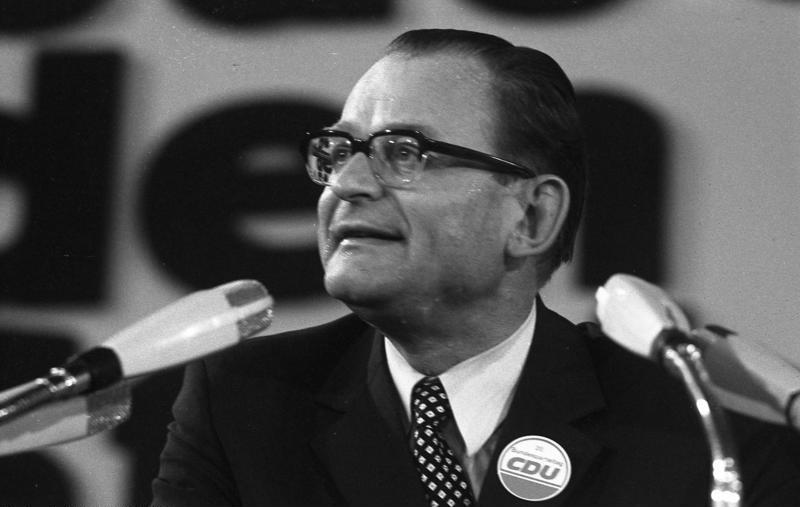
Konrad Kraske (1972)

Hans Konrad Ludwig Kraske (* 5. Juni 1926 in Berlin-Dahlem; † 16. November 2016 in Freiburg im Breisgau) war ein deutscher Politiker (CDU).

## Leben und Beruf
Nach dem Besuch der Volksschule und des Gymnasiums wurde Kraske zur Wehrmacht eingezogen. Er nahm von 1943 bis 1945 als Soldat, zuletzt als Unteroffizier der Reserve, am Zweiten Weltkrieg teil und geriet zuletzt in Gefangenschaft, aus der er 1946 entlassen wurde. Im Frühjahr 1944 hatte er das Notabitur in Berlin abgelegt.
Nach seiner Rückkehr aus der Kriegsgefangenschaft studierte Kraske Geschichte und Philosophie in Göttingen und Freiburg im Breisgau, wo er 1951 mit der Dissertation Der Einfluss der mittelalterlichen Reichsidee auf Luthers historisches Bewusstsein zum Dr. phil. promoviert wurde. Nach Studienabschluss trat Kraske in den Verwaltungsdienst als stellvertretender Pressesprecher bei der „Dienststelle Blank“ des Bundeskanzleramts in Bonn ein, schied dort jedoch bereits 1952 aus, nachdem seine Vorstellungen zur Demokratisierung der Wehrerziehung bei den dort ebenfalls tätigen ehemaligen Wehrmachtsoffizieren um Bogislaw von Bonin auf Widerstand gestoßen waren.
Kraske heiratete am 28. November 1953 Gudula Brigitte Charlotte Ehrensberger, Tochter des Juristen Otto Adolf Julius Ehrensberger. Konrad Kraske war ein Enkel des Chirurgen Karl Friedrich Paul Kraske. Kraskes älterer Bruder Peter (1923–2019) war evangelischer Theologe und zeitweise Leiter der Kirchenkanzlei der Evangelischen Kirche der Union.
1962 zählte Konrad Kraske zu den Gründungsmitgliedern des ZDF-Fernsehrats, dessen Vorsitz er von 1992 bis 2002 innehatte.
Von 1981 bis 1988 hatte er an seiner Alma Mater einen Lehrauftrag für Politikwissenschaft.

## Partei
Kraske schloss sich der CDU an und übernahm seit 1952 verschiedene Tätigkeiten in der Bundesgeschäftsstelle der Partei. Er war von 1953 bis 1956 Bundesvorsitzender des Rings Christlich-Demokratischer Studenten (RCDS) und von 1956 bis 1958 stellvertretender Vorsitzender der Gesellschaft für Christlich-Demokratische Bildungsarbeit. Von 1953 bis 1958 war er stellvertretender Bundesgeschäftsführer und anschließend bis 1970 Bundesgeschäftsführer der CDU. Als solcher leitete er die Organisation der Bundestagswahlkämpfe 1961, 1965 und 1969. Er gehörte seit 1969 dem CDU-Bundesvorstand an und war von 1971 bis 1973 Generalsekretär der Partei. Kraske war wesentlich am Aufbau und der Vertiefung der Zusammenarbeit der CDU mit den englischen Konservativen in den sechziger und frühen siebziger Jahren beteiligt.

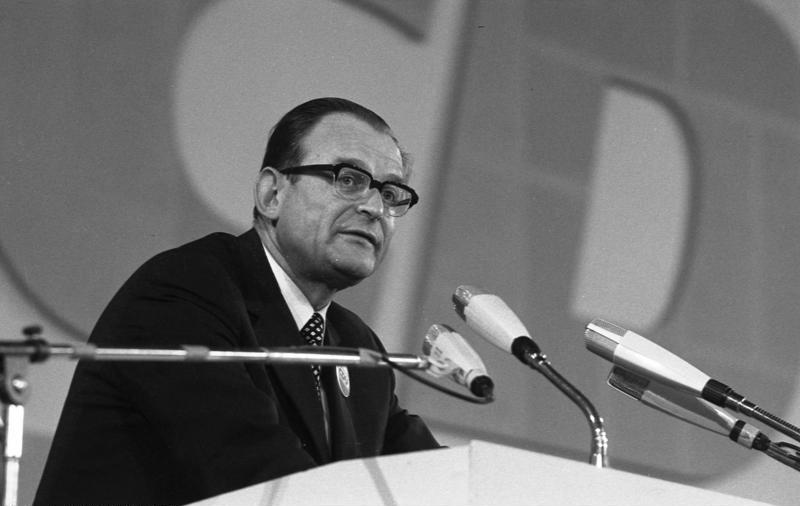
Konrad Kraske (1972)

## Abgeordneter
Kraske gehörte dem Deutschen Bundestag von 1965 bis 1980 an. Er vertrat in der fünften Wahlperiode (1965–1969) den Wahlkreis Dinslaken und zog von der sechsten bis achten Wahlperiode (1969–1980) über die Landesliste der CDU Nordrhein-Westfalen ins Parlament ein.